# Álex Bermejo
Álex Bermejo Escribano (ur. 11 grudnia 1998 w Barcelonie) – hiszpański piłkarz, grający jako cofnięty napastnik w Burgos CF.

## Klub

### Początki
Zaczynał karierę w RCD Espanyol, gdzie występował na wielu szczeblach młodzieżowych.

### RCD Espanyol B
W 2017 roku przebił się do zespołu B Espanyolu. W nim zadebiutował 13 listopada 2016 roku w meczu przeciwko CD Atlético Baleares (0:0). Zagrał 82 minuty. Pierwszego gola strzelił 14 stycznia 2017 roku w meczu przeciwko Valencia CF Mestalla (2:1 dla rywali Espanyolu). Do bramki trafił w 74. minucie. Łącznie zagrał 54 mecze, w których strzelił 6 bramek.

### CD Tenerife
1 lipca 2019 roku przeszedł do CD Tenerife na zasadzie wolnego transferu. W tym klubie zadebiutował 17 lipca 2019 roku w meczu przeciwko Realowi Saragossa (2:0 dla rywali CD). Wszedł na boisko w 78. minucie, zastąpił Aitora Sanza. Pierwszą bramkę i asystę zdobył i zaliczył 15 września 2019 roku w meczu przeciwko Albacete Balompié (0:4). Do siatki trafił w 1. minucie, asystował przy golu w 72. minucie. Łącznie zagrał 79 meczów, w których strzelił 11 bramek i miał 2 asysty.

### Burgos CF
21 lipca 2022 roku przeniósł się do Burgos CF.